# Anna Hepp

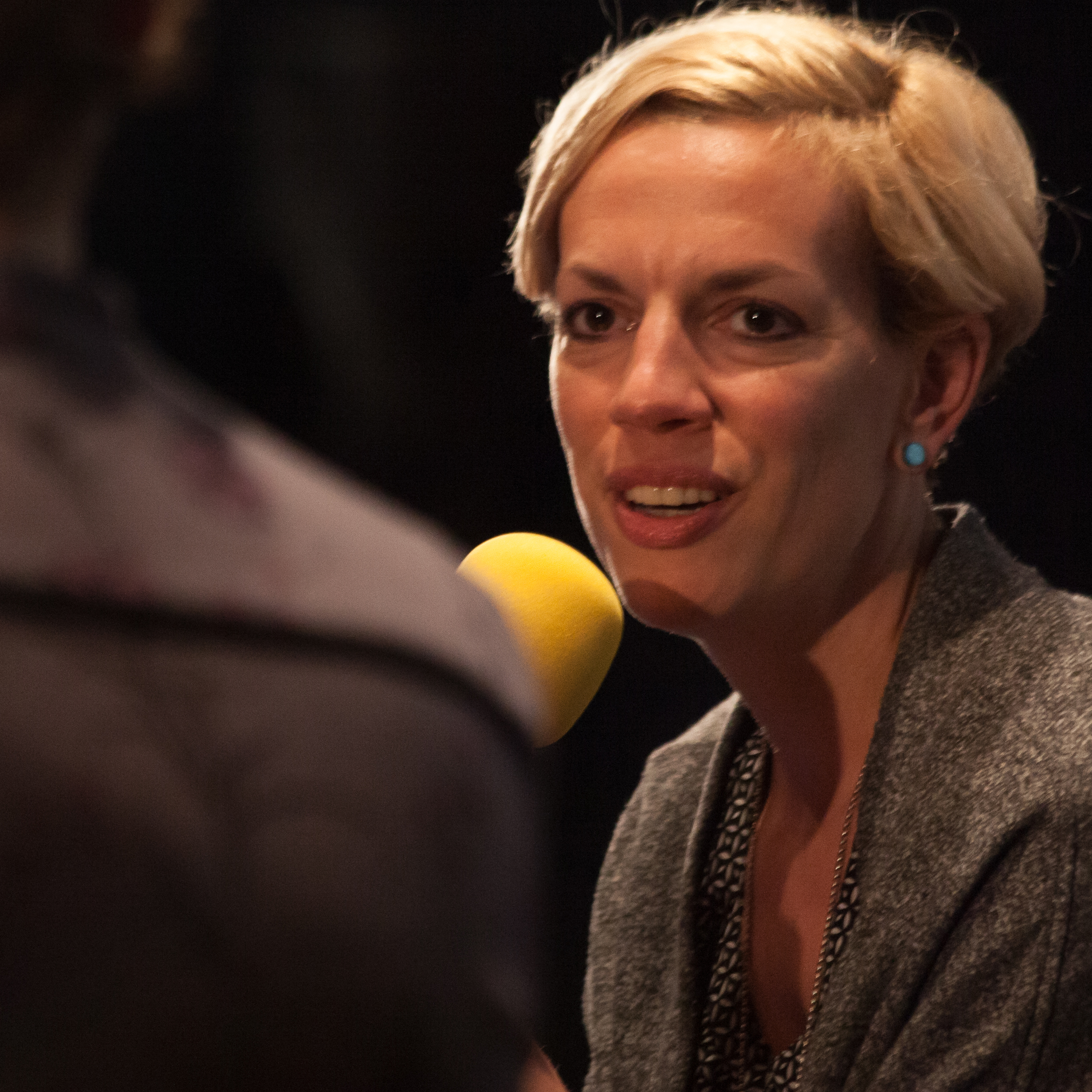
Anna Hepp beim Symposium „Das dokumentarische Porträt“ (2015)

Anna Hepp (* 30. März 1977 in Marl) ist eine deutsche Filmregisseurin, Fotografin und Künstlerin.

## Leben und Wirken
Anna Hepp wurde 1977 in Marl geboren. Von 1996 bis 1998 studierte sie Pädagogik und Philosophie an der Universität Essen. 1998 folgte ferner eine Ausbildung zur Fotografin, die sie 2001 mit dem  Gesellenbrief beendete.
Seit 2001 arbeitet Hepp als freie und angestellte Fotografin in den Bereichen People-, Reportage- und medizinische Fotografie. 2003 begann sie ein Studium der audiovisuellen Medien an der Kunsthochschule für Medien Köln, welches sie 2009 im Bereich Film und Kunst mit Auszeichnung beendete. Ihr Diplomfilm Ein Tag und eine Ewigkeit erhielt zahlreiche Festivalpreise, unter anderem in China. Die Deutsche Film- und Medienbewertung (FBW) verlieh der Dokumentation das Prädikat besonders wertvoll.
Hepps zweiter Film, das dokumentarische Werk Rotkohl und Blaukraut feierte seine Weltpremiere auf der Berlinale 2011. 2012 erschien ihr filmisches Kurzfilm-Porträt Ich möchte lieber nicht über den ehemaligen Frankfurter Kulturdezernenten Hilmar Hoffmann. Im selben Jahr erhielt Hepp auch ein Stipendium des Goethe-Instituts im brasilianischen Porto Alegre als Artist in Residence. Ab 2015 arbeitete sie an der Realisierung eines künstlerischen Filmportraits über Edgar Reitz, welches von der Filmförderungsanstalt, der Film- und Medienstiftung NRW und dem Kuratorium junger deutscher Film finanziell unterstützt wurde. Das fertige Projekt, der Dokumentarfilm mit dem Titel 800 Mal Einsam – Ein Tag mit dem Filmemacher Edgar Reitz feierte am 6. September 2019 seine Weltpremiere bei den Internationalen Filmfestspielen von Venedig im Rahmen der Wettbewerbsreihe Venezia Classici.
2016 gründete Hepp mit dem Stipendium des Mediengründerzentrums NRW die Produktionsfirma Portrait Me. Diese hat sich in den letzten Jahren zu einem Team aus Künstlern verschiedener Disziplinen der Kunst entwickelt, mit denen Workshop basierte, intergenerationelle und teilweise inklusive Projekte für Senioren und Kinder erdacht wurden, die durch gemeinsames künstlerisches Arbeiten digitale Fähigkeiten erlernen sollen. Portrait Me wurde unter anderem 2021 in der Kategorie Diversity für den Deutschen Demografie Preis und von der Kulturpolitischen Gesellschaft e.V. für den Preis Kulturgestalten nominiert.
Ab 2021 arbeitet Hepp an der Realisierung eines dokumentarischen Kinofilmes über Alleinerziehende, der von der Film- und Medienstiftung NRW gefördert wurde. Die Dreharbeiten dafür wurden im Oktober 2023 beendet. 2023 saß sie in der Festivaljury für den Wettbewerb Dokumentarfilm beim österreichischen Heimatfilmfestival.
Anna Hepp lebt in Köln.

## Filmografie (Auswahl)
- 2009: Ein Tag und eine Ewigkeit (Regie, Drehbuch, Kamera und Schnitt)
- 2011: Rotkohl und Blaukraut (Regie, Drehbuch und Kamera)
- 2012: Ich möchte lieber nicht (Regie, Drehbuch und Produktion)
- 2015: To the old People of Porto Alegre (Kurz-Dokumentarfilm), (Regie, Drehbuch und Kamera)
- 2019: 800 Mal Einsam – Ein Tag mit dem Filmemacher Edgar Reitz (Regie, Drehbuch und Produktion)

## Auszeichnungen
- 2009: Jury Award beim chinesischen Beijing Student Film Festival in Peking für: Ein Tag und eine Ewigkeit
- 2010: BLICKE Jurypreis beim 18. Blicke Filmfestival des Ruhrgebiets für: Ein Tag und eine Ewigkeit
- 2010: Preis Bester internationaler Dokumentarfilm beim portugiesischen Filmfestival FIKE – Festival Internacional de Curtas Metragens de Évora für: Ein Tag und eine Ewigkeit
- 2010: Publikumspreis in der Kategorie Deutscher Wettbewerb beim Internationalen Kurzfilmfestival Hamburg für: Ein Tag und eine Ewigkeit
- 2010: Jury Award beim siebten französischen L’Inconnu Festival in Paris für: Ein Tag und eine Ewigkeit
- 2010: Jury Award für den besten Dokumentarfilm beim Landshuter Kurzfilmfestival für: Ein Tag und eine Ewigkeit
- 2011: Nominierung für den Bildgestalterinnenpreis beim Internationalen Frauenfilmfestival Dortmund / Köln für: Ein Tag und eine Ewigkeit
- 2011: Nominierung für den Bildgestalterinnenpreis beim Internationalen Frauenfilmfestival Dortmund | Köln für: Rotkohl und Blaukraut
- 2013: Nominierung für den Jury-Preis in der Kategorie Deutscher Wettbewerb beim Internationalen Kurzfilm-Festival Hamburg für Ich möchte lieber nicht
- 2019: Nominierung für den Venezia Classici Award in der Kategorie Best Documentary on Cinema bei den Internationalen Filmfestspielen von Venedig für 800 Mal Einsam – Ein Tag mit dem Filmemacher Edgar Reitz